# Skansen Osadnictwa Nadwiślańskiego w Wiączeminie Polskim

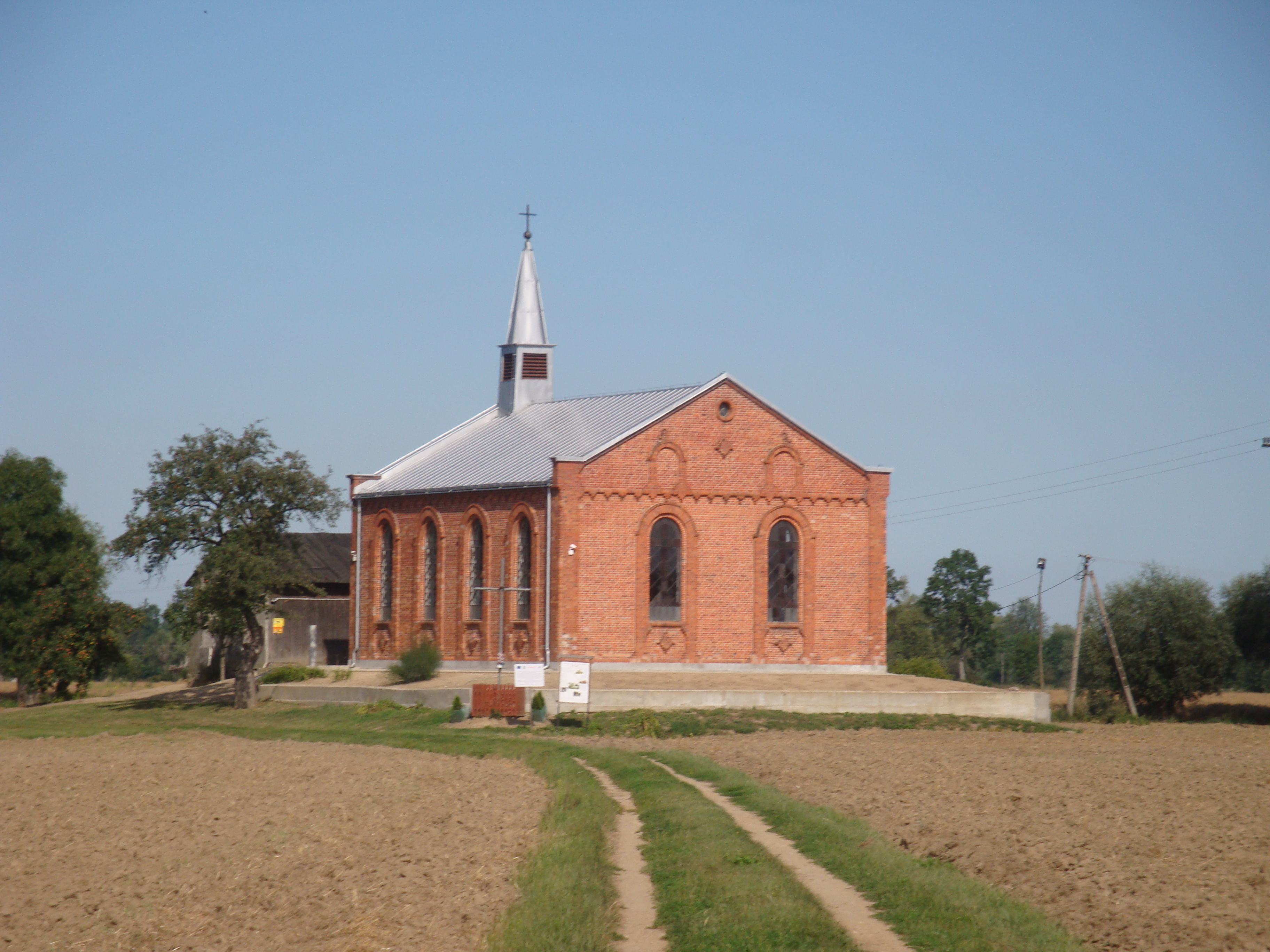
Kościół ewangelicki będący zaczątkiem skansenu. Za kościołem widoczny budynek szkoły (2016)

Skansen Osadnictwa Nadwiślańskiego – skansen w Wiączeminie Polskim poświęcony kulturze Olędrów, związanej z mennonityzmem i luteranizmem. Prace nad utworzeniem skansenu prowadziło Muzeum Mazowieckie w Płocku.

## Historia
W 2013 Muzeum Mazowieckie zakupiło teren o powierzchni 2,3 hektara. Na działce znajdował się kościół, budynek dawnej szkoły z mieszkaniem nauczyciela oraz zaniedbany cmentarz ewangelicki. W 2015 wykonano remont kościoła, który następnie udostępniono do zwiedzania. W kościele i jego otoczeniu organizowane są imprezy kulturalne.
Kościół w Wiączeminie Polskim zbudowano z cegły na 3,5-metrowym wzniesieniu (dla ochrony przed powodziami) w 1935. Początkowo służył ewangelikom, po 1945 używany przez wiernych kościoła rzymsko-katolickiego, później został opuszczony. Od 2013 należy do Muzeum Mazowieckiego.
Na teren skansenu zostały przeniesione dwie zagrody z okolicznych wsi. Jedną z nich jest typowo olęderski Langhof – długi budynek gdzie część mieszkalna i gospodarcza (obora i stodoła) są połączone pod jednym dachem, drugą zaś – zagroda typu polskiego. 
W 2017 roku Muzeum Mazowieckie otrzymało 7,5 milionów złotych na skansen, z czego połowę od Unii Europejskiej a połowę od Samorządu Województwa Mazowieckiego
Otwarcie skansenu odbyło się dnia 14 października 2018 roku.
1 kwietnia 2022 pod opieką skansenu znalazł się mennonicki dom modlitwy w Nowym Wymyślu.